# Georgios Papanikolaou (Politiker)

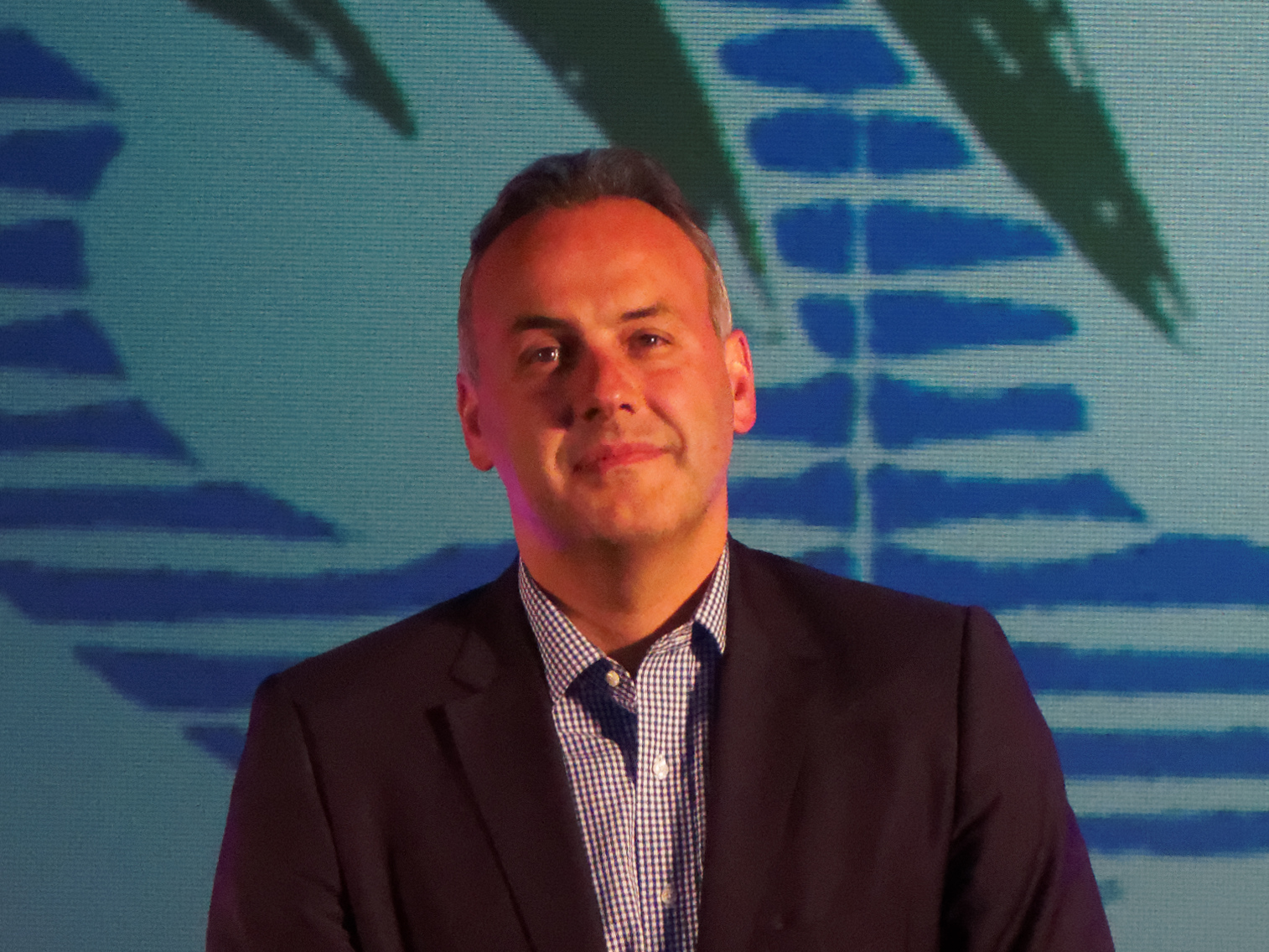
Georgios Papanikolaou, 2017

Georgios Papanikolaou (griechisch Γεώργιος Παπανικολάου, * 15. August 1977 in Athen) ist ein griechischer Politiker der konservativen Nea Dimokratia.

## Leben
Papanikolaou studierte Rechtswissenschaften an der Universität Athen. Seit 2009 ist Papanikolaou Abgeordneter im Europäischen Parlament.